# クーパー (駆逐艦)
|          | |
| 艦歴     | |
| 発注     | |
| 起工     | 1943年8月30日 |
| 進水     | 1944年2月9日 |
| 就役     | 1944年3月27日 |
| 退役     | |
| その後   | 1944年12月3日に戦没                                                                                              |
| 除籍     | |
| 性能諸元 | |
| 排水量   | 2,200トン |
| 全長     | 376 ft 6 in (114.8 m)                                                                                            |
| 全幅     | 40 ft (12.2 m)                                                                                                   |
| 吃水     | 15 ft 8 in (4.8 m)                                                                                               |
| 機関     | 2軸推進、60,000 shp (45 MW)                                                                                      |
| 最大速   | 34 ノット (63 km/h)                                                                                              |
| 航続距離 | 6,500 海里 (12,000 km) 15ノット時                                                                                |
| 乗員     | 士官、兵員336名                                                                                                  |
| 兵装     | 38口径5インチ砲6基 ボフォース40mm機銃12基 エリコン20mm機銃11基 21インチ魚雷発射管10基 爆雷軌条2軌、爆雷投射機6基 |

クーパー (USS Cooper, DD-695) は、アメリカ海軍の駆逐艦。アレン・M・サムナー級。艦名は1938年に水上機の事故で死亡した飛行士のエルマー・グレン・クーパーに因む。

## 艦歴
「クーパー」は1943年8月30日にニュージャージー州カーニーのフェデラル・シップビルディング・アンド・ドライドック社で起工した。1944年2月9日にエルマー・グレン・クーパー夫人によって命名、進水し、3月27日に艦長J・W・シュミット中佐の指揮下就役した。 
「クーパー」は7月23日にボストンを出航し、9月4日に真珠湾に到着した。訓練の後10月23日にウルシー環礁に向けて出航して、11月5日に到着。直ちにルソン島、オルモック湾およびマニラ湾の攻撃に向かう第38任務部隊（ジョン・S・マケイン・シニア中将）の護衛として出航し、11月19日まで同任務に従事した。ウルシー環礁での修理後、「クーパー」は11月29日にレイテ島サンペドロ湾に入港し、12月2日までレイテ湾の哨戒に当たる。
この頃、日本軍は多号作戦を幾度も重ね、レイテ島南西部のオルモックに増援部隊を送り込んでいた。アメリカ軍はこれを妨害するため、レイテから魚雷艇隊をはるばるオルモック方面に派遣し、11月28日夜半のオルモック襲撃に成功するなど戦果を挙げていた。第7艦隊司令官トーマス・C・キンケイド中将は、続いてオルモック方面に駆逐艦と掃海艇を派遣することとし、これも過去二度の作戦で潜水艦と小型貨物船を破壊する戦果を挙げていた。そして、三度目の作戦として「クーパー」とその姉妹艦の「アレン・M・サムナー」および「モール」がオルモック湾に差し向けられる事となったのである。
12月2日午後に哨戒機が多号作戦第七次船団を発見したのを受け、「クーパー」、「アレン・M・サムナー」および「モール」の第120駆逐群（ジョン・C・ザーム大佐）は18時30分にレイテ湾を出撃し、オルモック湾に急行した。出撃して間もなく、セブから飛来してきた戦闘八〇四飛行隊の月光に付きまとわれ、爆撃と機銃掃射により「モール」は2名の戦死者と22名の負傷者を出した。また、「アレン・M・サムナー」および「モール」の船体にも若干の損傷が生じた。オルモック湾が近づいてくると、ザーム大佐は日本側の雷撃を警戒して、艦を横に広がらせた横陣の隊形で湾内に入っていった。

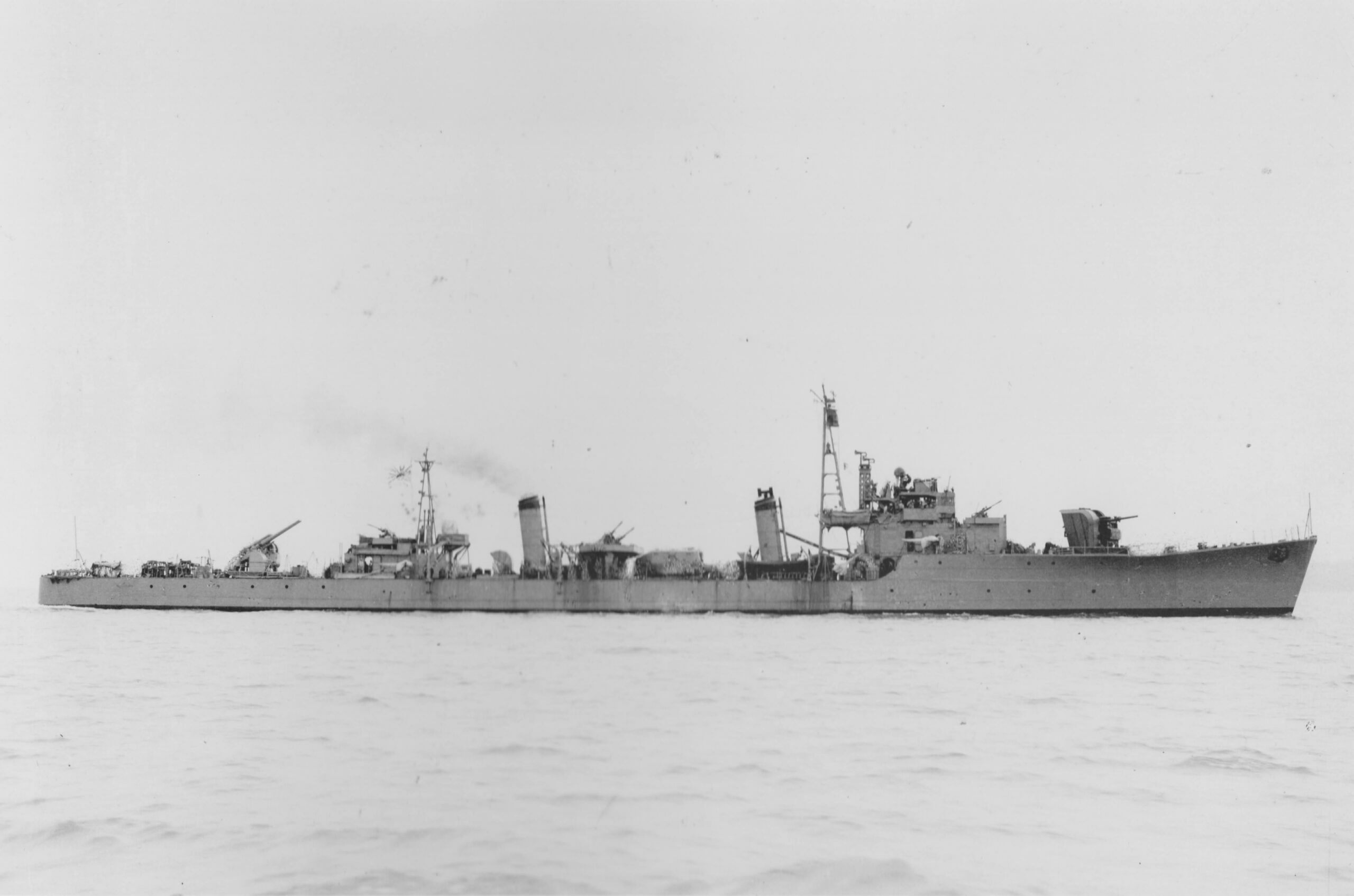
駆逐艦「竹」

オルモック湾に入った第120駆逐群は、湾内で2隻の敵駆逐艦および多数の小型艇と遭遇した。第120駆逐群は11,000メートル先の目標を狙い、まず「クーパー」が砲撃を開始した。一方、湾内にあった駆逐艦「桑」も第120駆逐群を発見し、発光信号をもって後方の駆逐艦「竹」にも伝えた。最初の交戦はおよそ9分で決着がつき、「桑」を一方的に叩きのめして撃沈した。第120駆逐群は次の目標を「竹」と定め、「モール」、「アレン・M・サムナー」、「クーパー」の順番で砲撃を開始した。「竹」は12.7cm 高角砲、25mm 機銃、そして3本の酸素魚雷で反撃を行った。最初の雷撃態勢は、宇那木勁艦長（海軍兵学校（海兵）64期）が砲撃による閃光で目がくらんで発射の機会を逸したが、二度目の機会を得て魚雷を発射した。「竹」の水雷長志賀博大尉（兵68期）が双眼鏡で第120駆逐群を観測していたが、やがて視界内の左端にいた駆逐艦が大きな火柱を吹き上げるのを目撃した。
報告書では「クーパー」の右舷で爆発が生じたとする。「クーパー」は2つに分断し、1分以内に沈没した。敵艦の存在が生存者の救助を14時ごろまで妨げ、「ブラックキャット」と呼ばれたPBYカタリナが乗員のうち168名を救助したが、士官10名、兵181名の合計191名が失われた。救助されるまでの間、「クーパー」の乗員は「桑」の乗員と一緒に漂流し、英語で会話した。「クーパー」を失った第120駆逐群は浮き足立ち、ザーム大佐は南への退却を命令した。「アレン・M・サムナー」と「モール」の2隻は「竹」に命中弾を与えたものの不発に終わり、逆に「モール」は「竹」からの高角砲弾が複数発命中。さらに、帰りにも月光や瑞雲などによる執拗な攻撃を受けて、復路でも損傷を受けた。「竹」は任務を完了して12月4日午後にマニラに帰投した。宇那木艦長は、「クーパー」撃沈の戦いを「オルモック夜戦」と呼ぶ事を提唱した。
テレビドキュメンタリー「USS Cooper: Return to Ormoc Bay」がビッグフット・エンターティメントによって2006年中頃に製作された。内容は深海ダイバーのロブ・ラルミエールによる調査と、「クーパー」の生存者へのインタビューであった。
「クーパー」は第二次世界大戦の戦功で1個の従軍星章を受章した。
2017年12月、スリガオ海峡とオルモック湾で調査を行っていたポール・アレン率いる調査チームが、二つに折れた「クーパー」の残骸を発見して画像を公開した。